# Henry Mayer (Komponist)
Henry Mayer (eigentlich Heinz Meier; * 18. November 1925 in Nürnberg; † 22. September 1998; weitere Pseudonyme: Heinz Meiner, Paul Reym, Rolf Staudt, Thomas Werr) war ein deutscher Schlagerkomponist.

## Arbeit als Schlagerkomponist
Henry Mayer schuf, unter anderem in Zusammenarbeit mit deutschen Schlagertextern, zahlreiche Erfolgstitel. Zu den bekannten Werken gehören: Wenn der Silbermond auf die Reise geht geschrieben für Peggy March (1964), Wenn du mal allein bist (mit Kurt Hertha) für Manfred Schnelldorfer (1964), Memories of Heidelberg (mit Georg Buschor), gesungen von Peggy March (1966), oder Gus Backus (1967), Sind Sie der Graf von Luxemburg? (mit Fred Weyrich), gesungen von Dorthe Kollo (1968), Arrivederci Hans  (mit Georg Buschor) für Rita Pavone (1968), Wer das verbietet (mit Fini Busch) für Rex Gildo (1968), Ein Student aus Uppsala (mit Georg Buschor) für Kirsti Sparboe (1969) und wieder für Peggy March In der Carneby Street (1969).

Etikett der Single Das bißchen Haushalt … sagt mein Mann von Johanna von Koczian aus dem Jahr 1977

Im Jahr 1975 schrieb er zusammen mit Fred Jay für Bata Illic Ich hab’ noch Sand in den Schuh’n aus Hawaii.
Johanna von Koczian sang im Jahr 1977 den Schlager Das bisschen Haushalt… sagt mein Mann, zu dem Mayer die Melodie schrieb.
Internationalen Erfolg erreichte Mayer mit der Komposition Sommerwind, die er im Jahr 1965 für Grethe Ingmann schrieb, zu einem deutschen Text von Hans Bradtke. Das Lied blieb zwar bei den Deutschen Schlagerfestspielen 1965 erfolglos. Die englischsprachige Coverversion Summer Wind mit einem Text von Johnny Mercer, gesungen von Frank Sinatra, wurde 1966 jedoch zum Welthit.
Ein weltweiter Hit wurde auch die Melodie zu Elfi Grafs Schlager Herzen haben keine Fenster, der 1973 zunächst ein Top-20-Hit in Österreich und Deutschland wurde. Es gab mehrere sehr erfolgreiche Coverversionen, u. a. wurde der Song 1974 als My Melody of Love mit Bobby Vinton ein Millionenseller in den USA. Weitere Versionen des Liedes veröffentlichten das britische Duo Peters & Lee unter dem Titel Don’t Stay Away too Long und die DDR-Schlagersängerin Gerti Möller.